# لیف‌پد
لیف‌پد (به انگلیسی: Leafpad) یک ویرایشگر متن برای سیستم‌عامل‌های لینوکس، بی‌اس‌دی و ماامو است که به صورت یک نرم‌افزار آزاد توسعه می‌یابد. از جمله اهداف در نظر گرفته شده در طراحی این برنامه سبک بودن و داشتن حداقل وابستگی‌های نرم‌افزاری بوده است و همچنین طوری طراحی شده که استفاده کردن از آن راحت باشد و به آسانی هم کامپایل شود. لیف‌پد ویرایشگر پیشفرض هم در ال‌اکس‌دی‌ئی و هم زوبونتو است. لیف‌پد نسبت به ویرایشگرهای متن دیگر از جمله جی‌ادیت و کیت حافظه کمتری مصرف می‌کند.